# Нићифор I Цариградски
Свети Никифор Исповедник је био цариградски патријарх од 806. до 815. године. Написао је неколико богословских и два историографска дела. Као истакнути борац за православље, касније је проглашен за светитеља. 

## Биографија
Рођен је као племић. Његов отац Теодор је био високи чиновник на царском двору, и био је веома богат. Никифор је службовао неколико година на двору у истом звању као и његов отац. Али је оставио двор и удаљио се до обале Босфора и тамо саградио манастир. Манастир му се убрзо напунио монасима, а он је управљао манастиром не примајући монаштва под изговором да је недостојан, иако је хришћанским животом у служио као узор монасима. Учествовао је пре тога на Седмом васељенском сабору као мирјанин (световњак), по вољи цара и патријарха, и истакао се на Сабору својим изврсним познавањем Светога Писма. Када је умро патријарх Тарасије, Никифор је изабран за патријарха и против своје воље. Одмах по избору примио је монашки чин и све остале чинове редом. Устоличен је у Светој Софији као патријарх 806. године. То је било за време владавине цара Никифора, који је убрзо по том отишао у рат против Бугара, и погинуо. Његов син Ставрикије владао је само два месеца, па умро. После овога зацарио се цар Михаил, прозвани Ранкаба, али владао је само две године, док га Лав V Јерменин није збацио са престола и прогнао. Када се Лав зацарио, послао му је патријарх књигу о Православном Вероисповедању да потпише (по обичају свих византијских царева, што се сматрало заклетвом да ће се држати и бранити православље). Цар није потписао књигу, него је одложи то до крунисања. А када га је патријарх Никифор крунисао, он је одбио да потпише ону књигу, и убрзо се сазнало да је иконоборац. Патријарх је покушао да га посаветује и поврати хришћанству, али узалуд. Цар је насилно изагнао Никифора на острво Проконис где је у беди и провео тринаест година. Преминуо је у изгнанству 827. године. Као патријарх управљао је Црквом девет година.
Српска православна црква слави га 13. марта и 2. јуна по црквеном, а 26. марта и 15. јуна по грегоријанском календару.